# Alfonso Pisano
Alfonso Pisano  es un actor de cine que nació en Argentina, país en el que realizó su carrera profesional.

## Carrera profesional
Se inició en los comienzos del cine sonoro y trabajó con frecuencia en los Estudios Lumiton y en la Productora General Belgrano. Actuó en las dos versiones de Los muchachos de antes no usaban gomina: en la primera interpretó, dirigido por Manuel Romero, el personaje Eduardo García Fuentes -el cuñado- y en la siguiente, dirigido por Enrique Carreras cumple un breve papel en lo de Hansen.

En 1952 trabajó en el teatro Grand Splendid en la obra teatral La tía de Carlos, de Brandon Thomas, junto con María Armand, Diana Ingro, Noemí Laserre, Miguel Ligero, Oscar Sabino y Humberto de la Rosa, dirigidos por Marcos Bronenberg.
A comienzos de 1950 fue secretario de la Subcomisión de la Asuntos Gremiales de la Asociación Argentina de Actores.

## Filmografía
Intervino en los siguientes filmes:
Actor
- Me sobra un marido (1987)
- Los muchachos de mi barrio (1970)
- Amalio Reyes, un hombre (1970)
- Los muchachos de antes no usaban gomina (1969)
- Cuando los hombres hablan de mujeres (1967)
- Ya tiene comisario el pueblo (1967)
- Una ventana al éxito (1966)
- Cuarenta años de novios (1963)
- El ángel de España (1958)
- La muerte en las calles (1957) (filmada en 1952)
- Historia de una carta (1957)
- Los tallos amargos (1956) …Chávez
- El fantasma de la opereta (1955)
- Cuando los duendes cazan perdices (1955)
- Escuela de sirenas... y tiburones (1955)
- Dringue, Castrito y la lámpara de Aladino (1954)
- Somos todos inquilinos (1954)
- Los tres mosquiteros (1953)
- La tía de Carlitos (1953)
- Las zapatillas coloradas (1952)
- La niña de fuego (1952)
- Fantasmas asustados (1951)
- La doctora Castañuelas (1950)
- La fuerza ciega (1950)
- Los secretos del buzón (1948)
- Juan Moreira (1948)
- La senda oscura (1947) …Hombre 1 en varieté
- María Rosa (1946)…Amigo de Juan Antonio
- Son cartas de amor (1943)
- Una novia en apuros (1942)
- Adolescencia (1942)
- Mar del Plata ida y vuelta (1942)
- Locos de verano (1942)
- Volver a vivir (1941)
- Margarita, Armando y su padre (1939)
- Santos Vega (1936)
- Los muchachos de antes no usaban gomina (1937)… Eduardo García Fuentes
- Noches de Buenos Aires (1935)…Hombre en radio
- El hijo de papá (1933)